# Valláskritika

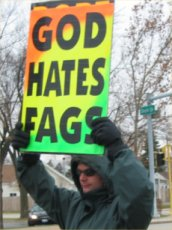

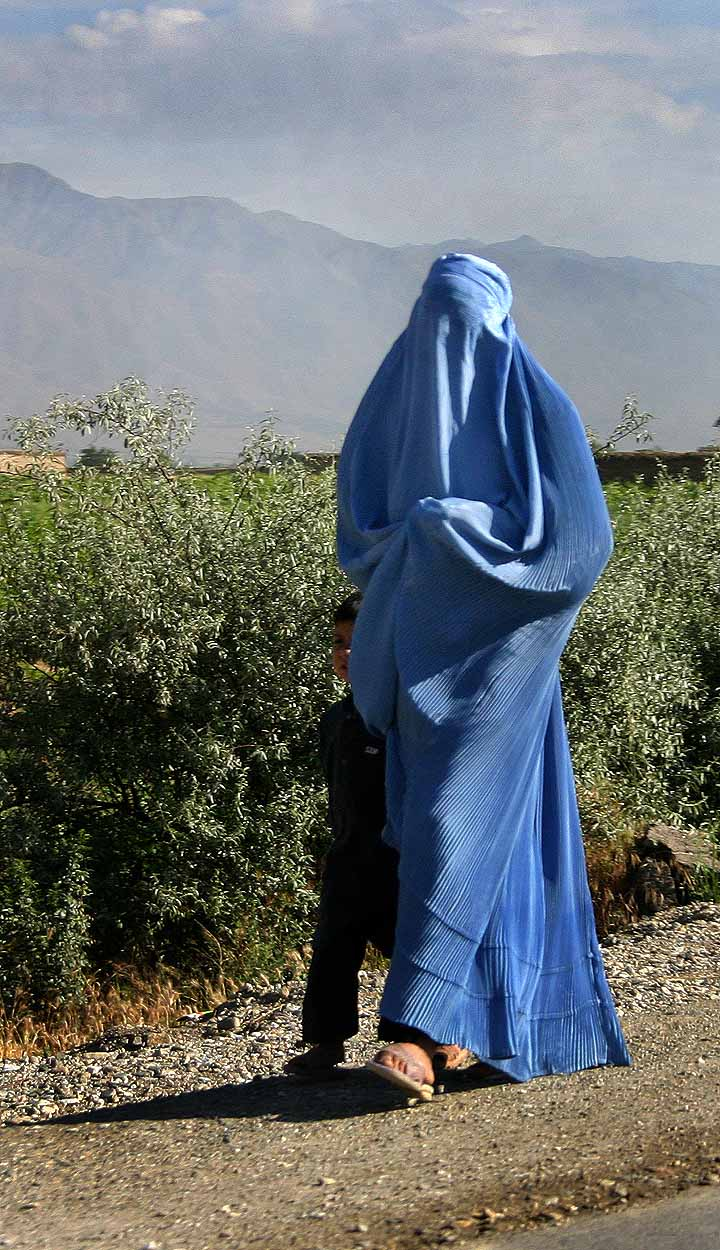
Afgán muszlim női viselet

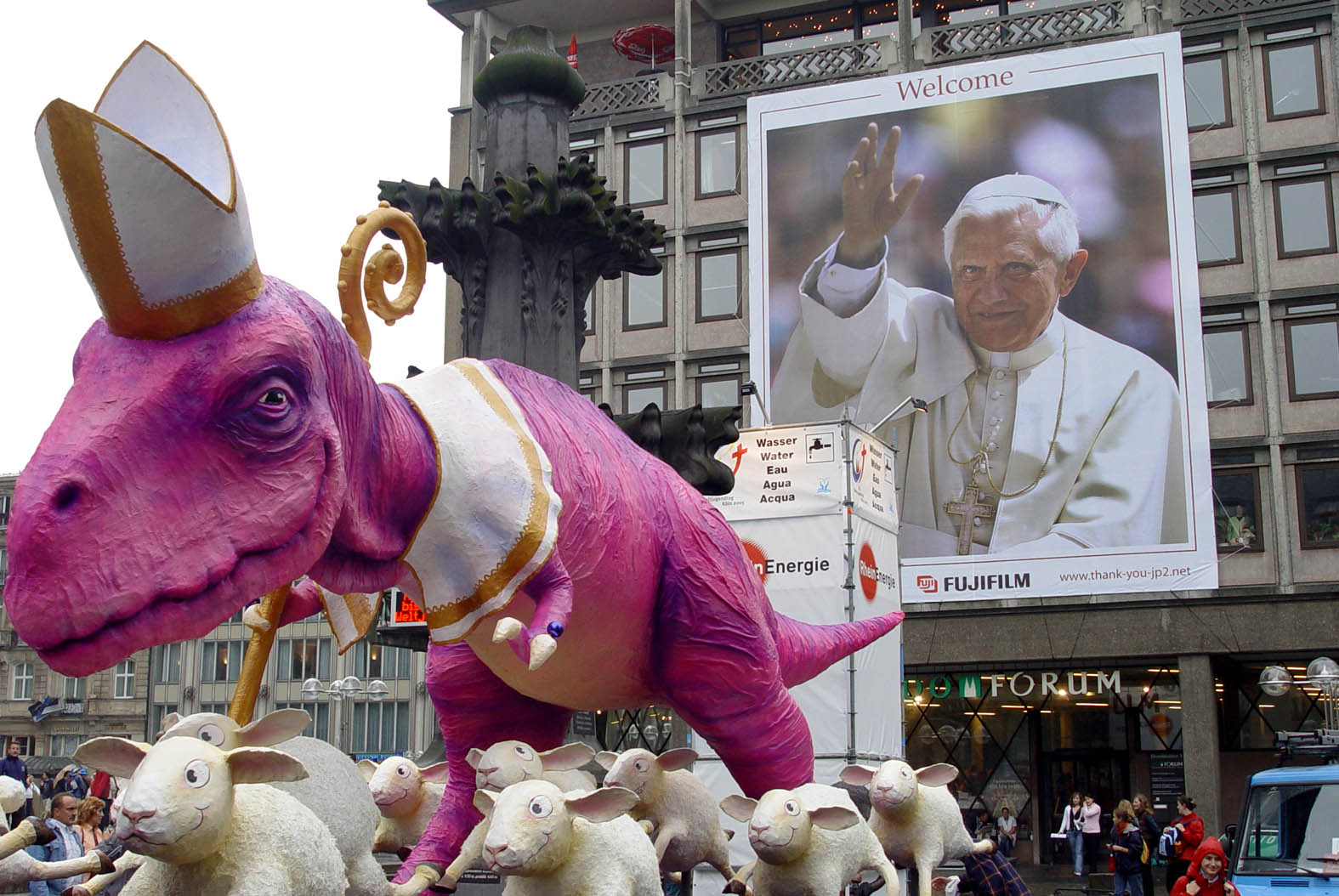
A római katolikus egyház és a pápaság kritikája (2005, Köln)

A valláskritika a 18. század vége óta használatos fogalom, amely egyszerre jelöli a vallás elvi alapú, érvekkel alátámasztott elutasítását, és a vallásos magatartás helytelen irányú fejlődésének, illetve hibás formáinak kritikáját.

## Történet
A valláskritika már azokban a görög antikvitásokból származó utalásokban is megjelent, amelyek szerint a vallás félelemből és tudatlanságból keletkezett, valamint az istenek antropomorf magatartását felrovó bírálatban is.
A radikális valláskritikával a felvilágosodás ateista irányzatában találkozunk: Feuerbachnál, Marxnál, Nietzschénél, Freudnál találkozhatunk. (→ ateista gondolkodók listája)
A keresztény teológiai kritika rámutat a vallásos beszéd határaira, mégpedig Isten megragadhatatlanságával és uralhatatlanságával összefüggésben.

## A valláskritika főbb területei
- adott valláson belüli, belső
- más vallástól származó, külső
- vallásokkal szembeszegülő ideológiák által megfogalmazott kritika (például ateizmus)
- teológiai
- független vallástudományi módszertannal létrejött
- összehasonlító, független
- humoros és parodisztikus
- indulatkeltő, kirekesztő, megbélyegző

## Filozófiai kritikák
A vallásokat sokféle szinten, sokféle filozófiai szempontból kritizálják (ld. Angeles (1997)). A következő filozófiai irányzatok tartalmaztak jelentős valláskritikát:
- az epiküreanizmus
- a felvilágosodás filozófiája (Voltaire, David Hume, John Locke, Denis Diderot)
- a korai egzisztencializmus (Friedrich Nietzsche)
- a materialista dialektika, a marxista valláselmélet (Ludwig Feuerbach, Karl Marx, Vlagyimir Iljics Uljanov Lenin)
- a logikai pozitivizmus

## Történelmileg, irodalmilag híres kritikák
- Publius Cornelius Tacitus: Annales

„…Ezért a híresztelés elhallgattatása végett Nero másokat tett meg bűnösnek, és a legválogatottabb büntetésekkel sújtotta azokat, akiket a sokaság bűneik miatt Christianusoknak nevezett. Christust, akitől ez a név származik, Tiberius uralkodása alatt Pontius Pilatus procurator kivégeztette, de az egyelőre elfojtott vészes babonaság újból előtört, nem csak Iudeában, e métely szülőhazájában, hanem a Városban is, ahová mindenünnen minden szörnyű és szégyenletes dolog összefolyik, s hívekre talál.”
Caius Suetonius Tranquillus írja Nero császárról írja: „kiűzte a zsidókat Rómából, akik Krisztus uszítására állandóan zavargásokat okoztak”.

## Tudományos jellegű kritika
A vallástudomány minden egyes ága alkalmas lehet a vallás kritikájára is, értelmezéstől függően. Így lehet pszichológiai szempontból is magyarázni, vagy kritizálni (ld. Pascal Boyer (2002)).

## Neuroteológia
A neuroteológia a spiritualitás, a vallás, és a hit biológiai összefüggéseit vizsgálja. A tradicionálisan spirituálisnak mondott szubjektív élmények evolúciós vagy neurobiológiai alapjaival foglalkozik. Az eredmények egyik értelmezése szerint ezek a vallásos élmények az agyi struktúráink által keltett jelenségek. Ez az Occam borotvája elvvel együtt a vallások egyik lehetséges kritikája.

## Memetikai irányultságú kritika
A memetika kutatói szerint a vallásoknak memetikai magyarázatot adhatunk. Bizonyos memetikusok (ld. Richard Dawkins, Susan Blackmore) továbbmenve azt állítják, hogy ezek az emberiség olyan képzetei, amelyek nem azért terjedtek el, mert igazak, hanem más okból, így a vallások hagyományos felfogásának egy kritikáját kapjuk.

### Internet
- Valláskritika a Szabadgondolkodón
- Valláskritika.lap.hu
- Valláskritika Virtus
- Valláskritikával foglalkozó könyvek